# Alyson Hannigan
Alyson Hannigan, właśc. Allison Lee Hannigan (ur. 24 marca 1974 w Waszyngtonie) – amerykańska aktorka, znana przede wszystkim z ról Willow Rosenberg w serialu Buffy: Postrach wampirów, Michelle Flaherty w serii American Pie i Lily Aldrin w Jak poznałem waszą matkę.

## Życiorys

### Kariera
Na początku kariery występowała w reklamach. W 1988 zadebiutowała na ekranie rolą w filmie Moja macocha jest kosmitką. W kolejnych latach występowała w następnych produkcjach, takich jak np.: Almost Home, Gdzie diabeł mówi dobranoc, Roseanne i Dotyk anioła.
W latach 1997–2003 grała jedną z głównych ról w serialu Buffy: Postrach wampirów, a w 1999, 2001 i 2003 pojawiła się w trzech pierwszych częściach serii American Pie. W 2004 zadebiutowała na scenie teatralnej na londyńskim West Endzie w scenicznej adaptacji Kiedy Harry poznał Sally z Lukiem Perrym. Wystąpiła w ósmej części American Pie: Zjazd absolwentów (2012). W latach 2005–2014 wcielała się w postać Lily Aldrin w serialu Jak poznałem waszą matkę. Jesienią 2023 wystąpi w 32. edycji programu Dancing with the Stars.

### Życie prywatne
Jej życiowym partnerem jest aktor Alexis Denisof, którego poślubiła 11 października 2003. Mają dwie córki, Satyanę Marie i Keevę Jane.